# Championnat du Danemark de football 1942-1943
Navigation
Saison précédente Saison suivante
La saison 1942-1943 du Championnat du Danemark de football était la 30e édition du championnat de première division au Danemark. L'ensemble des clubs des deux premières divisions du pays (soit 28 clubs) participent au championnat qui se déroule en deux phases : une première phase voit les équipes réparties en trois poules de 8 à 10 équipes, où chaque club rencontre tous ses adversaires deux fois, à domicile et à l'extérieur. Les huit meilleurs clubs, toutes poules confondues, sont qualifiés pour la phase finale, jouée sous forme de coupe, avec match simple à élimination directe.
C'est l'Akademisk Boldklub qui remporte la compétition en battant en finale le KB Copenhague. C'est le 4e titre de champion du Danemark de l'histoire du club.

## Les 28 clubs participants
| - KB Copenhague - B 93 Copenhague - BK Frem Copenhague - Boldklubben 1903 - Akademisk Boldklub - AaB Aalborg - AGF Aarhus - Fremad Amager - Hobro IK - Køge BK - Vejle BK - Slagelse B&I - Toreby-Graenge BK - Randers FC | - Aalborg Chang - KFUM - Osterbros BK - Nakskov BK - Helsingor IF - B 1908 Amager - Korsor BK - BK 01 Nykobing - B 1913 Odense - Vejen SF - B 1909 Odense - Esbjerg fB - OB Odense - Dragor BK |

## Compétition

### Première phase
Le barème utilisé pour établir l'ensemble des classements est le suivant :
- Victoire : 2 points
- Match nul : 1 point
- Défaite : 0 point

#### Groupe 1
| Rang | Équipe        | Pts | J  | G  | N | P  | Bp | Bc | Diff |
| ---- | ------------- | --- | -- | -- | - | -- | -- | -- | ---- |
| 1    | Esbjerg fB    | 24  | 18 | 11 | 2 | 5  | 47 | 36 | +11  |
| 2    | AGF Aarhus    | 23  | 18 | 10 | 3 | 5  | 46 | 28 | +18  |
| 3    | OB Odense     | 23  | 18 | 10 | 3 | 5  | 52 | 42 | +10  |
| 4    | B 1909 Odense | 19  | 18 | 8  | 3 | 7  | 40 | 38 | +2   |
| 5    | AaB Aalborg   | 19  | 18 | 9  | 1 | 8  | 28 | 31 | -3   |
| 6    | Vejle BK      | 17  | 18 | 8  | 1 | 9  | 52 | 41 | +11  |
| 7    | Aalborg Chang | 17  | 18 | 7  | 3 | 8  | 38 | 40 | -2   |
| 8    | B 1913 Odense | 14  | 18 | 6  | 2 | 10 | 30 | 43 | -13  |
| 9    | Vejen SF      | 13  | 18 | 6  | 1 | 11 | 38 | 56 | -18  |
| 10   | Randers FC    | 11  | 18 | 4  | 3 | 11 | 29 | 45 | -16  |

|  | Qualifié pour la phase finale |

#### Groupe 2
| Rang | Équipe           | Pts | J  | G  | N | P  | Bp | Bc | Diff |
| ---- | ---------------- | --- | -- | -- | - | -- | -- | -- | ---- |
| 1    | KFUM             | 26  | 18 | 12 | 2 | 4  | 47 | 21 | +26  |
| 2    | Hobro IK         | 25  | 18 | 10 | 5 | 3  | 53 | 24 | +29  |
| 3    | Nakskov BK       | 25  | 18 | 11 | 3 | 4  | 48 | 25 | +23  |
| 4    | B 1908 Amager    | 21  | 18 | 9  | 3 | 6  | 40 | 29 | +11  |
| 5    | Korsør BK        | 21  | 18 | 8  | 5 | 5  | 36 | 33 | +3   |
| 6    | BK 01 Nykobing   | 17  | 18 | 8  | 1 | 9  | 40 | 35 | +5   |
| 7    | Slagelse B&I     | 16  | 18 | 7  | 2 | 9  | 49 | 57 | -8   |
| 8    | Helsingør IF     | 15  | 18 | 6  | 3 | 9  | 38 | 45 | -7   |
| 9    | Dragør BK        | 14  | 18 | 6  | 2 | 10 | 41 | 49 | -8   |
| 10   | Toreby-Grænge BK | 0   | 18 | 0  | 0 | 18 | 12 | 86 | -74  |

|  | Qualifié pour la phase finale |

#### Groupe 3
| Rang | Équipe              | Pts | J  | G | N | P  | Bp | Bc | Diff |
| ---- | ------------------- | --- | -- | - | - | -- | -- | -- | ---- |
| 1    | Akademisk Boldklub  | 20  | 14 | 8 | 4 | 2  | 50 | 26 | +24  |
| 2    | KB Copenhague       | 20  | 14 | 9 | 2 | 3  | 41 | 32 | +9   |
| 3    | Køge BK             | 17  | 14 | 6 | 5 | 3  | 39 | 25 | +14  |
| 4    | BK Frem             | 17  | 14 | 7 | 3 | 4  | 40 | 28 | +12  |
| 5    | B 93 Copenhague (T) | 17  | 14 | 7 | 3 | 4  | 34 | 26 | +8   |
| 6    | Fremad Amager       | 9   | 14 | 3 | 3 | 8  | 21 | 33 | -12  |
| 7    | Boldklubben 1903    | 6   | 14 | 2 | 2 | 10 | 24 | 53 | -29  |
| 8    | Østerbros BK        | 6   | 14 | 2 | 2 | 10 | 19 | 45 | -26  |

|  | Qualifié pour la phase finale |
|  | (T) : Tenant du titre         |

### Phase finale

#### Quarts de finale
| Équipe 1   | Résultat | Équipe 2           |
| ---------- | -------- | ------------------ |
| AGF Aarhus | 1 - 1    | BK Frem Copenhague |
| Esbjerg fB | 3 - 2    | Koge BK            |
| Hobro IK   | 0 - 4    | KB Copenhague      |
| KFUM       | 0 - 1    | Akademisk Boldklub |

#### Demi-finales
| Équipe 1           | Résultat | Équipe 2   |
| ------------------ | -------- | ---------- |
| Akademisk Boldklub | 6 - 1    | Esbjerg fB |
| KB Copenhague      | 2 - 0    | AGF Aarhus |

#### Finale
| Équipe 1      | Résultat | Équipe 2           |
| ------------- | -------- | ------------------ |
| KB Copenhague | 1 - 2    | Akademisk Boldklub |

## Bilan de la saison
| Tableau d'Honneur                   |                    |
| Compétition                         | Vainqueur          |
| Championnat du Danemark de football | Akademisk Boldklub |

| Promotion et relégation       |       |
| Relégués en deuxième division | Aucun |
| Promus en Meistersbaksserien  | Aucun |